# Forces armées somaliennes
Les forces armées somaliennes (en somali : Ciidamada qalabka sida, en arabe : القوات المسلحة صومالية) sont l'armée nationale de la Somalie. Elles sont constituées de 4 branches : une armée de terre, une force aérienne, une marine de guerre ainsi que d'une police militaire. Fondées en 1960, elles étaient dans la période post-indépendance du pays l'une des armées les plus puissantes du continent africain. Le déclenchement de la guerre civile en 1991 conduit à son démantèlement. Toutefois, elle est progressivement reconstituée après l'établissement du gouvernement fédéral de transition en 2004.
L'actuel commandant en chef de l'armée somalienne est le général Abdikarim Yusuf Adam (en) et le ministre de la Défense est Abdihakim Mohamoud Haji-Faqi (en). Ses quartiers-généraux sont basés à Mogadiscio. Les régions autonomes du Somaliland et du Puntland disposent de leurs propres forces armées.

## Histoire
L’armée somalienne est dans les années 1960 la seule institution réellement organisée dans le pays. Pour de nombreux Somaliens provenant de familles et de régions différentes, l’armée constitue un lieu de rencontres et d’échanges où il n’y avait pas frontières, de tribalisme et de divisions claniques. En 1969, influencée par les idées nationalistes, l'armée renverse le régime en place et prend le pouvoir.
Entre 1987 et 1989, les forces armées somaliennes, principalement à travers les Dabar Goynta Isaaqa (les Exterminateurs d'Isaaq), perpétuent le génocide des Isaaq qui a causé entre 50 000 et 100 000 morts.

## Organisation

### Armée nationale somalienne
Sous le régime de Mohamed Siad Barre, l'armée somalienne était décomposée en :
- 4 brigades blindées (Char M47 Patton, Char M41 Walker Bulldog, Centurion, T-54/55, T-34, BMC Kirpi);
- 45 brigades d'infanterie mécanisées (BTR-40, BTR-50, BTR-60, BTR-70, BTR-152 et BRDM-2) ;
- 4 brigades de commandos ;
- 1 brigade de missiles sol-air (SA-3 Goa et SA-2 Guideline) ;
- 3 brigades d'artillerie - (obusiers M198 , MT-12, Obusier D-30 de 122 mm, Obusier 130 mm M1954 (M-46), Canon de 180 mm S-23, BM-21 Grad) ;
- 1 brigade de défense anti-aérienne - (ZU-23-2, ZSU-57-2, ZSU-23-4) ;

### Nouvelle armée
L'armée somalienne est constituée d'environ 4 000 soldats depuis septembre 2011 et d'un corps de forces spéciales (300 hommes).
En janvier 2019, la Somalie reçoit 68 véhicules blindés, don du Qatar pour contribuer au renforcement de l’État somalien face à l'insurrection islamiste menée par les Shebab.

### Équipement actuel
| Nom                    | pays             | En service |
| ---------------------- | ---------------- | ---------- |
| Fiat - OTO Melara 6614 | Italie           | 10         |
| BMC Kirpi              | Turquie          | N/C        |
| Panhard AML 90         | France           | 15         |
| ACMAT Bastion          | France           | 13         |
| BTR-60                 | Union soviétique | 5          |
| BTR-70                 | Union soviétique | 3          |
| AT105                  | Royaume-Uni      | 50         |
| Casspir                | Afrique du Sud   | 9          |
| RG-31 Nyala            | Afrique du Sud   |            |

## Force aérienne

Cocarde de la force aérienne somalienne.

Avant l’effondrement du régime de Mohamed Siad Barre, elle disposait entre autres d'aéronefs soviétiques tels que le MiG-21, de MiG-17, Shenyang J-6, de MiG-15, Antonov An-24, Antonov An-26, de Mil Mi-4 et de Mil Mi-8. Elle disposait également de quelques North American P-51 Mustang, de North American T-6 Texan et de Douglas C-47 Skytrain en 1960 acquis auprès des États-Unis.
En 2010, la force aérienne est rétablie par le gouvernement de transition. 
En 2022, la force aérienne fait l'acquisition d'un nombre indeterminé de drones Bayraktar TB2.
En 2025, la Somalie franchit une nouvelle étape dans la modernisation de ses forces armées avec l'acquisition de l'hélicoptère d'attaque T129, développé par TAI. Cette acquisition marque un tournant pour l'armée de l'air somalienne, qui cherche à renforcer ses capacités opérationnelles face aux menaces sécuritaires persistantes. Dans un contexte où la lutte contre Harakat al-Shabaab al-Mujahideen, un groupe affilié à Al-Qaïda, demeure une priorité, la Somalie investit dans des moyens aériens plus performants pour sécuriser son territoire et améliorer ses opérations de contre-insurrection.

## Marine somalienne
Elle disposait avant la guerre civile de 2 patrouilleurs de classe Osa et de 1 navire de débarquement de classe Polnochny.
Démantelée en 1991, elle est rétablie en juin 2009 et comprend près de 500 marins.

## Grades de l'armée somalienne

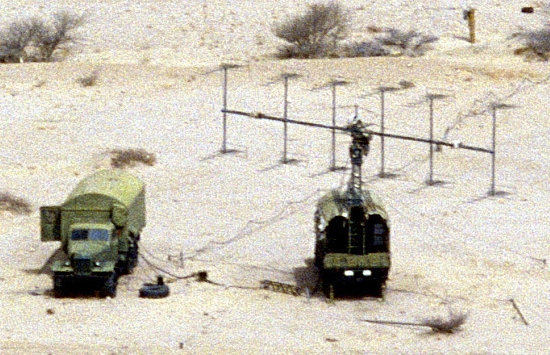
Vue aérienne d'un radar Spoon Rest A (P-12) soviétique de l'armée nationale somalienne opérant à l'aéroport de Berbera en 1983 lors de l'exercice BRIGHT STAR '83.

- Major général ;
- Général de brigade ;
- Colonel ;
- Lieutenant-colonel ;
- Major ;
- Capitaine ;
- Premier-lieutenant ;

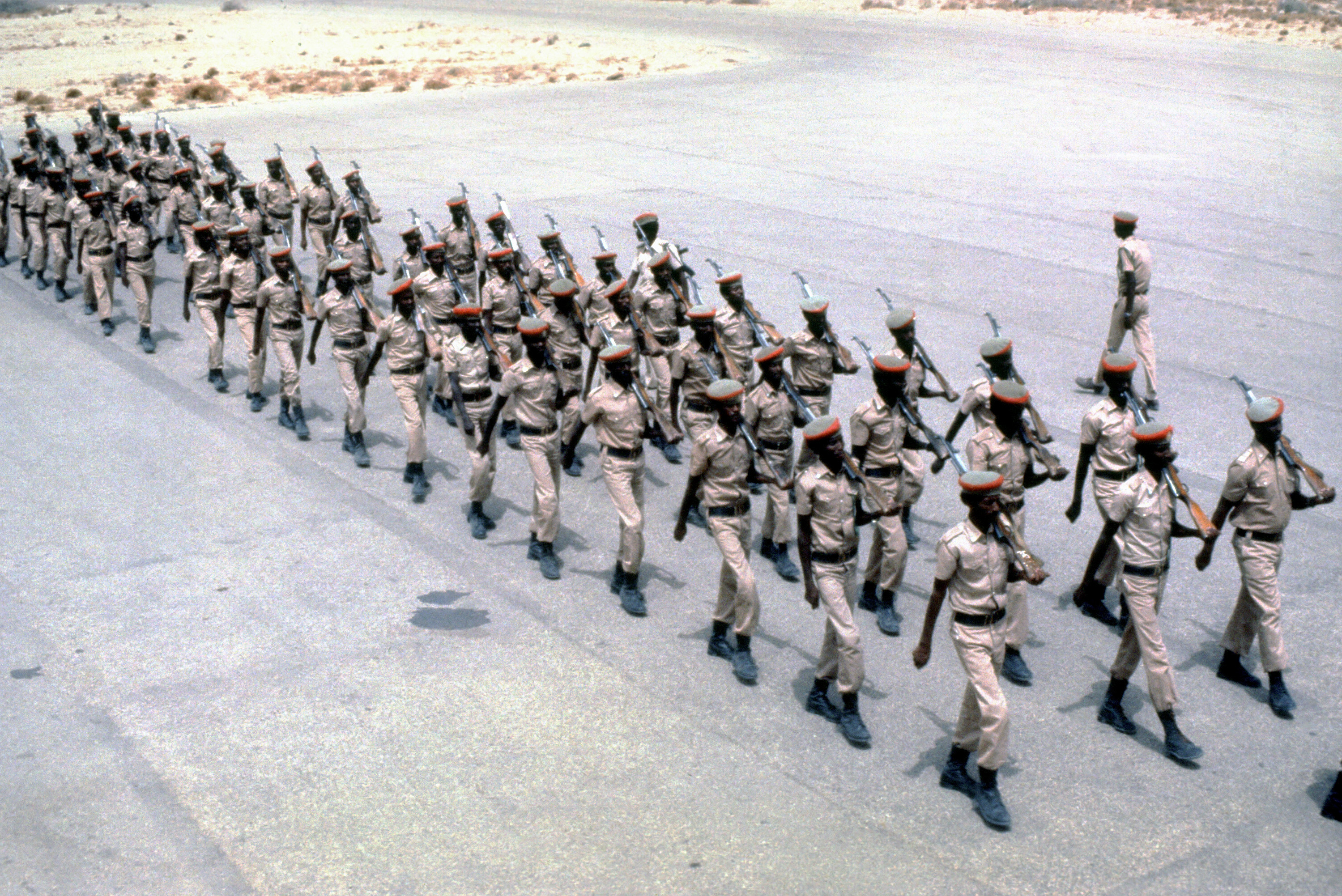
Défilé des forces de l'armée nationale somalienne lors de l'exercice militaire BRIGHT STAR '83 mené conjointement avec les États-Unis.

- Sous-lieutenant ;Vue aérienne d'un radar Spoon Rest A (P-12) soviétique de l'armée nationale somalienne opérant à l'aéroport de Berbera en 1983 lors de l'exercice BRIGHT STAR '83.
- Adjudant ;
- Sergent ;
- Caporal ;
- Première classe[6].

## Annexes

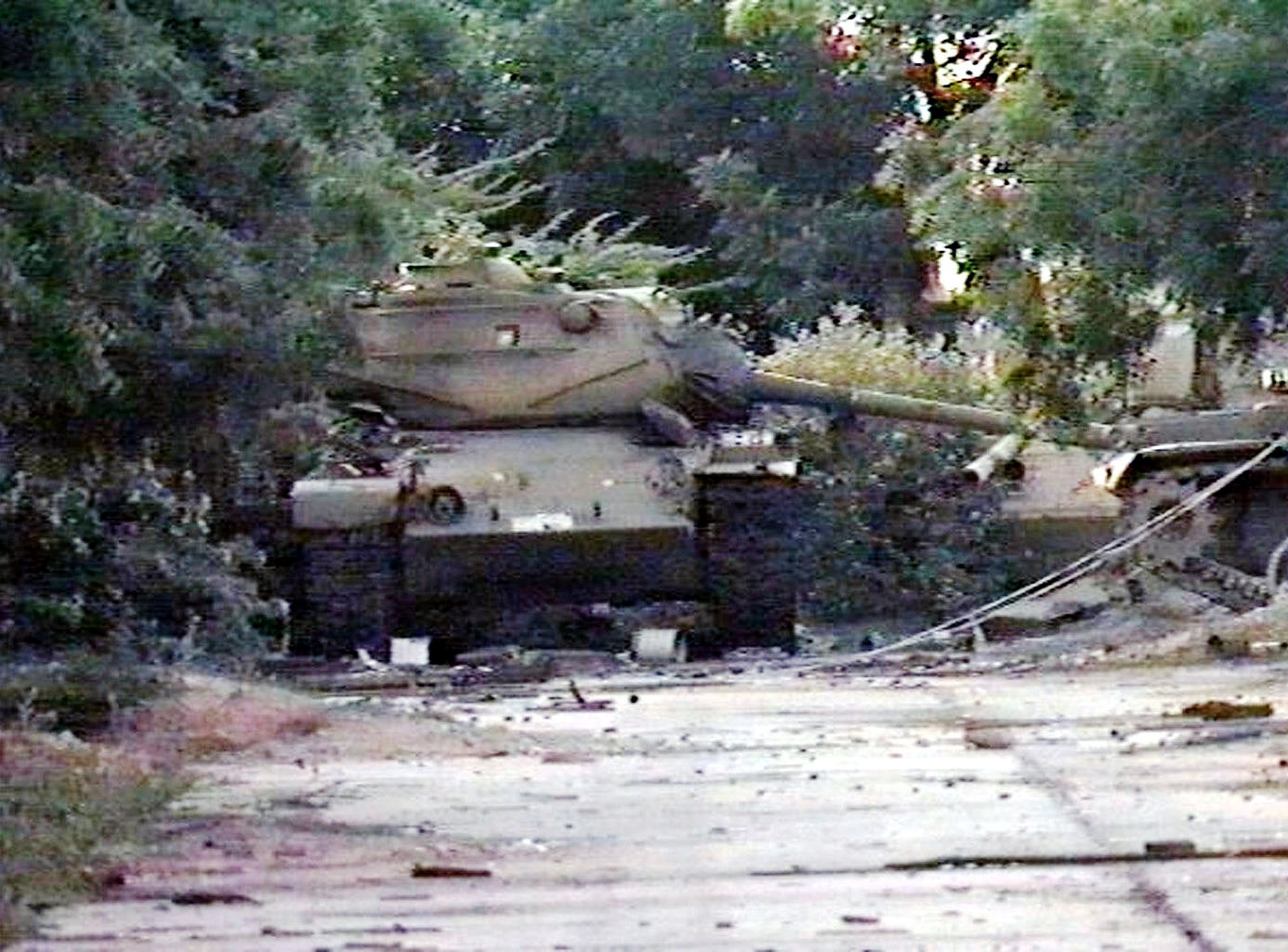
Chars M47 Patton de l'Armée nationale somalienne mis hors de combat en décembre 1993.